# چه کسی را با خود به یک جزیره متروک می‌برید؟
چه کسی را با خود به یک جزیره متروک می‌برید؟ (به اسپانیایی: ¿A quién te llevarías a una isla desierta?) یک فیلم درام اسپانیایی است که در سال ۲۰۱۹ منتشر شد. از بازیگران آن می‌توان به پل مونن، خائیمه لورنته، سلیا د مولینا و ماریا پدراسا اشاره کرد.